# Stipa asperella
Stipa asperella är en gräsart som beskrevs av Michail Klokov och Osychnyuk. Stipa asperella ingår i släktet fjädergrässläktet, och familjen gräs. Inga underarter finns listade i Catalogue of Life.